# 숀 머리
숀 머리(Sean Murray, 1977년 11월 15일 ~ )는 미국의 배우이다.

## 출연 작품
- [NCIS] (2003-2023)
- 딥 블루 씨 2 (2018)
- 더 뷰티풀 원스 (2016)
- 더 언브로큰 (2016)
- 포켓 리스팅 (2015)
- 로데오 & 줄리엣 (2015)
- 하드 라이드 (2015)
- 익스페팅 아미쉬 (2014)
- 팔로미나스 (2014)
- 인 더 다크 (2013)
- 더 패키지: 일급비밀 (2012)
- 더 라스트 호스맨 (2012)
- 정크야드 독 (2010)
- 킬 스피드 (2010)
- 더 로스트 (2009)
- 리플렉션스 (2008)
- 더 딜 (2006)
- 2014 지구 최후의 날 (2006)
- 미국 대지진 (2005)
- 아트 하이스트 (2004)
- 페이스 오브 테러 (2003)
- 글로벌 이펙트 (2002)
- 오너러블 (2002)
- 스톰 왓치 (2002)
- 콘 익스프레스 (2002)
- 데들리 컨스피러시 (2001)
- 엘리트 (2001)
- 파이어트랩 (2001)
- 갓, 더 데블 앤 밥 (2000)
- 쇼군 캅 (1999)
- 도어맨 (1999)
- 마담 사반트 (1997)
- 어레인지드 메리지 (1996)